# زراقة
زَرَّاقَة أو سمك القرن أو أسنان مزمارية (الاسم العلمي: Fistularia)، جنس أسماك من فصيلة الزراقيات من رتبة زماريات البحر. وتضم فصيلة الزراقيات جنس واحد فقط. مع أربعة أنواع، توجد في جميع أنحاء العالم في البيئات البحرية الاستوائية وشبه الاستوائية. يبلغ طول أسماك الزراقة إلى 200 سم (6.6 قدم). أجسامها ضيقة، مستطيلة، لزجة، عادمة الحراشف. رؤوسها صغيرة، أنبوبية الاخطام الطويلة. زعانفها الذيلية فارقة تنشب في وسط كل منها عنبة مستطيلة دقيقة تشبه السوط الحوذي. لحومها كاعنة الصنف وبعضها جحالي المادة مؤذٍ.